# Episodi de La famiglia Brady (seconda stagione)
La seconda stagione della serie televisiva La famiglia Brady è stata trasmessa in anteprima negli Stati Uniti d'America dalla ABC tra il 25 settembre 1970 e il 26 marzo 1971.
| nº | Titolo originale                         | Titolo italiano | Prima TV USA      | Prima TV Italia |
| -- | ---------------------------------------- | --------------- | ----------------- | --------------- |
| 1  | The Dropout                              |                 | 25 settembre 1970 |                 |
| 2  | The Babysitters                          |                 | 2 ottobre 1970    |                 |
| 3  | The Slumber Caper                        |                 | 9 ottobre 1970    |                 |
| 4  | The Un-Underground Movie                 |                 | 16 ottobre 1970   |                 |
| 5  | Going, Going... Steady                   |                 | 23 ottobre 1970   |                 |
| 6  | Call Me Irresponsible                    |                 | 30 ottobre 1970   |                 |
| 7  | The Treasure of Sierra Avenue            |                 | 6 novembre 1970   |                 |
| 8  | A Fistful of Reasons                     |                 | 13 novembre 1970  |                 |
| 9  | The Not-So-Ugly Duckling                 |                 | 20 novembre 1970  |                 |
| 10 | The Tattle-Tale                          |                 | 4 dicembre 1970   |                 |
| 11 | What Goes Up...                          |                 | 11 dicembre 1970  |                 |
| 12 | Confessions, Confessions                 |                 | 18 dicembre 1970  |                 |
| 13 | The Impractical Joker                    |                 | 1º gennaio 1971   |                 |
| 14 | Where There's Smoke                      |                 | 8 gennaio 1971    |                 |
| 15 | Will the Real Jan Brady Please Stand Up? |                 | 15 gennaio 1971   |                 |
| 16 | The Drummer Boy                          |                 | 22 gennaio 1971   |                 |
| 17 | Coming Out Party                         |                 | 29 gennaio 1971   |                 |
| 18 | Our Son, the Man                         |                 | 5 febbraio 1971   |                 |
| 19 | The Liberation of Marcia Brady           |                 | 12 febbraio 1971  |                 |
| 20 | Lights Out                               |                 | 19 febbraio 1971  |                 |
| 21 | The Winner                               |                 | 26 febbraio 1971  |                 |
| 22 | Double Parked                            |                 | 5 marzo 1971      |                 |
| 23 | Alice's September Song                   |                 | 12 marzo 1971     |                 |
| 24 | Tell It Like It Is                       |                 | 26 marzo 1971     |                 |